# Kedjepiska

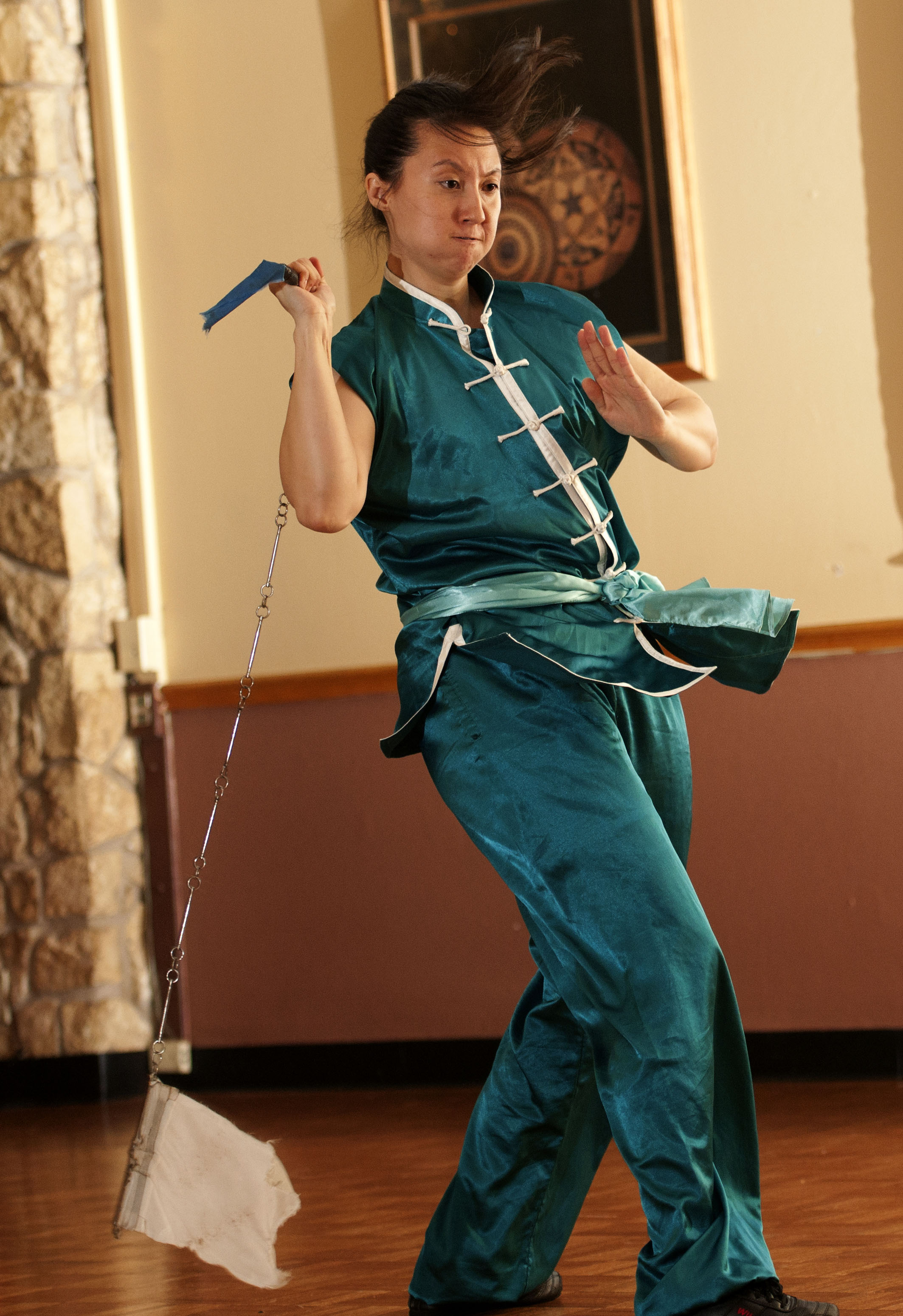

Kedjepiska (också känd som jiu jie bian) är ett kinesiskt vapen som används inom kinesisk kampsport. Vapnet består av mindre metallstänger (oftast nio stycken) som är sammansatta med hjälp av ringar vilket sammantaget skapar en flexibel kedja som kan användas som piska. I slutet av kedjan hänger en pil vars avsikt är att skära och sticka motståndaren. Ofta knyts en tygbit fast i ändarna vilket kan hjälpa utövaren att lokalisera änden eller förvirra motståndaren. 